# سیارک ۱۳۶۲۰
سیارک ۱۳۶۲۰ (به انگلیسی: 13620 Moynahan، نامگذاری:1995FM3) سیزده هزار و ششصد و بیستمین سیارک کشف شده‌است که در ۲۳ مارس ۱۹۹۵ کشف شد.
قدر مطلق سیارک برابر ۲۸.۲ است.